# قباکلکی
قَباکُلَکی، روستایی است از توابع بخش مرکزی شهرستان تنگستان استان بوشهر ایران.

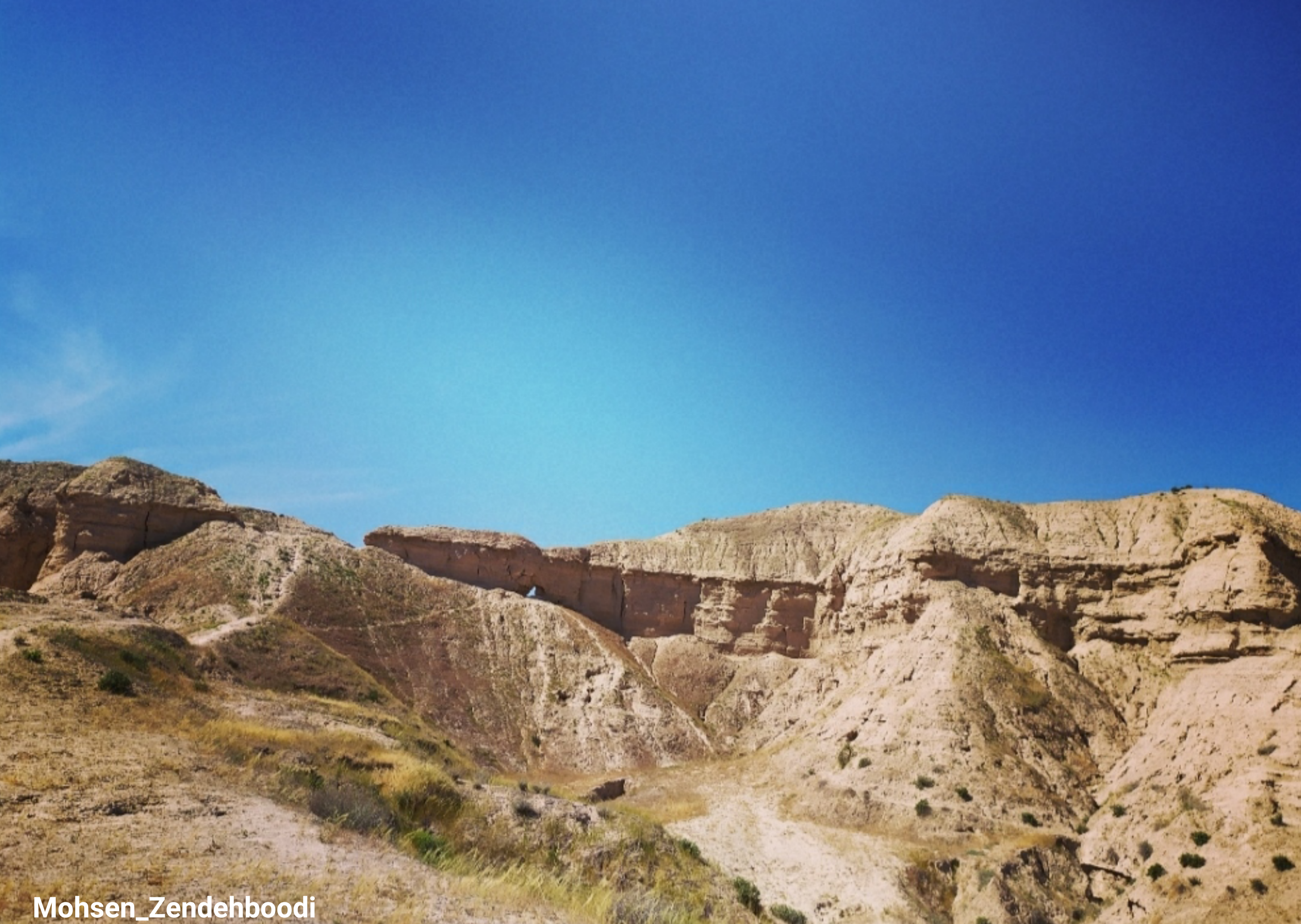

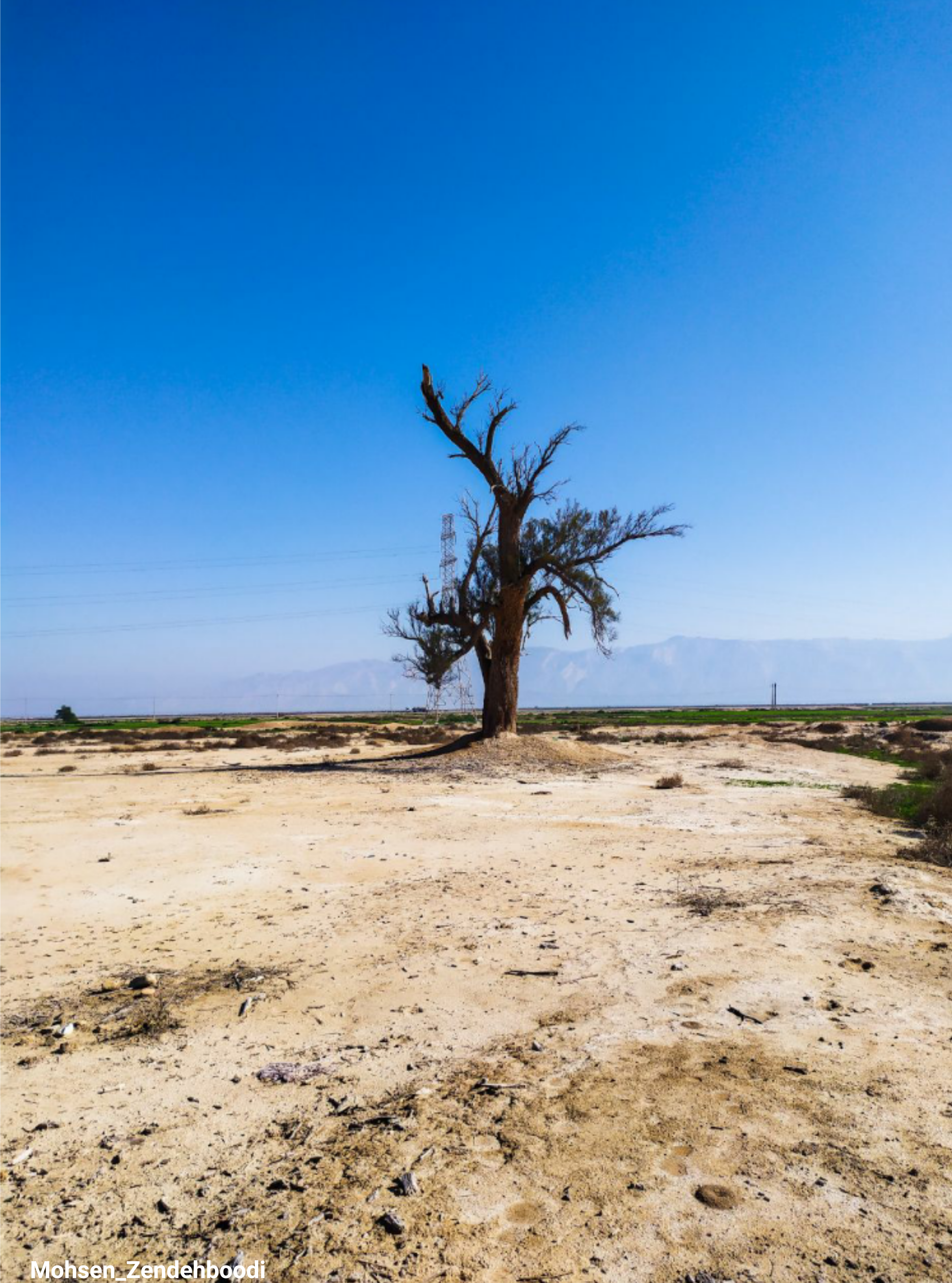

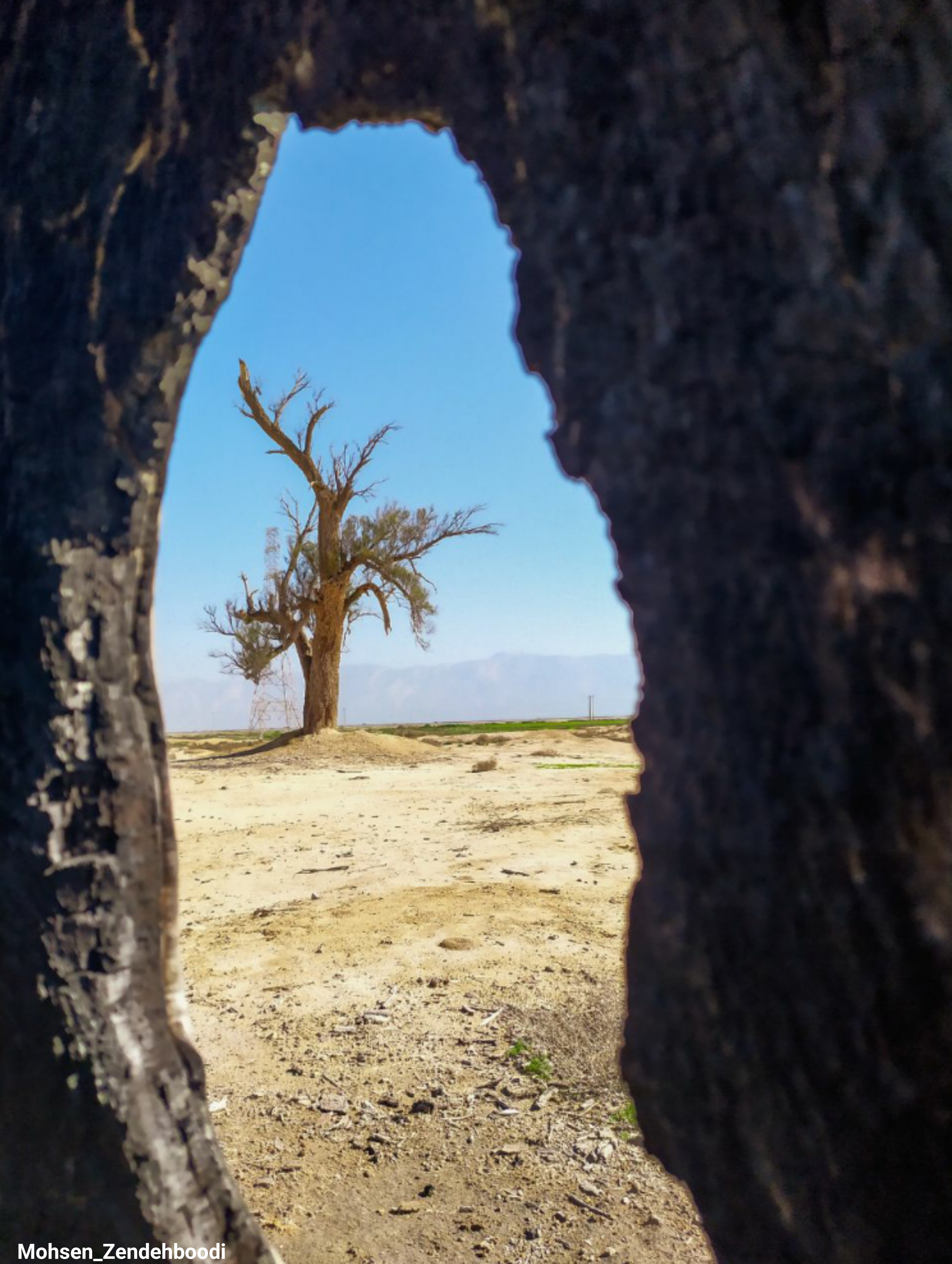

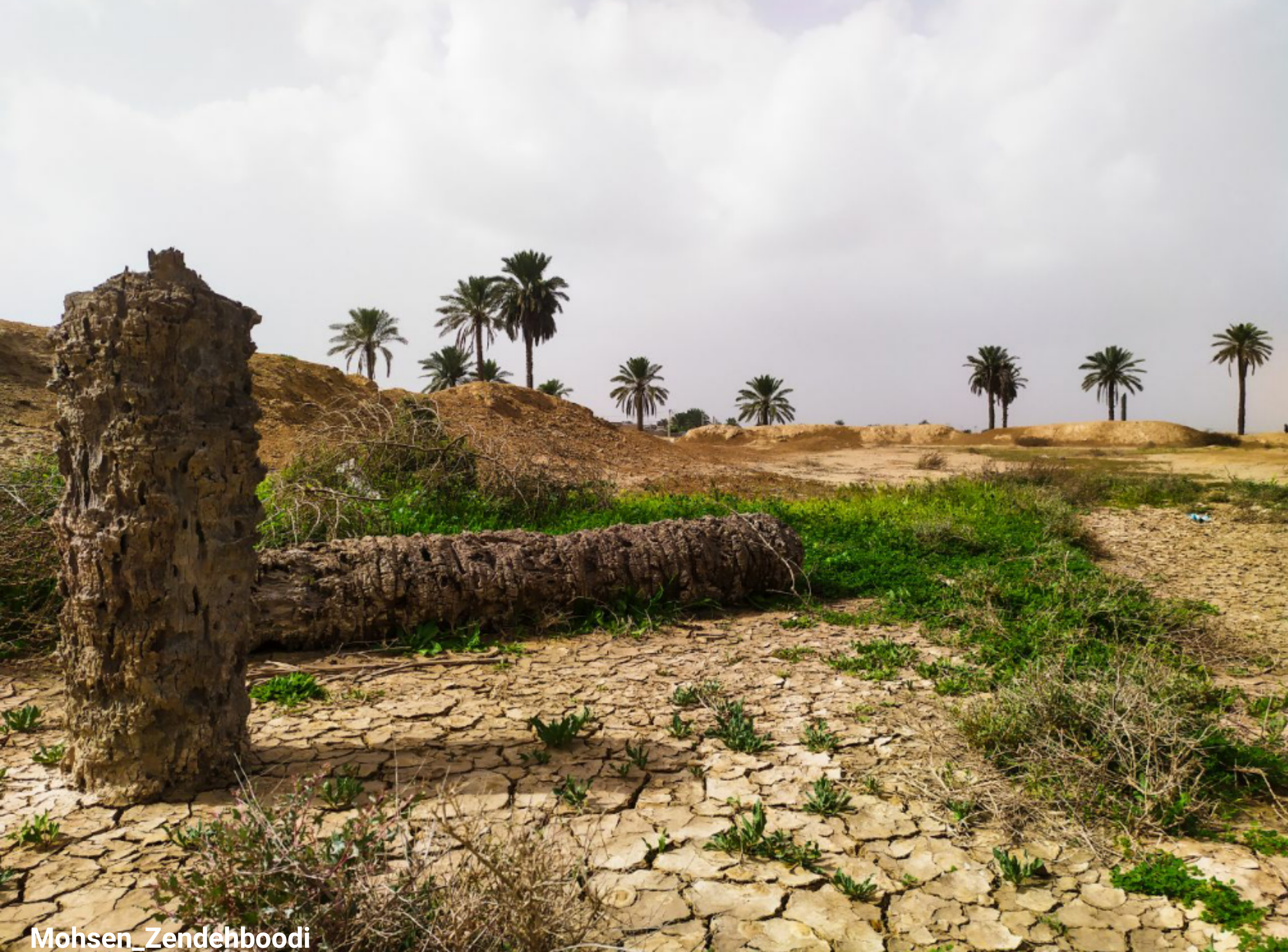

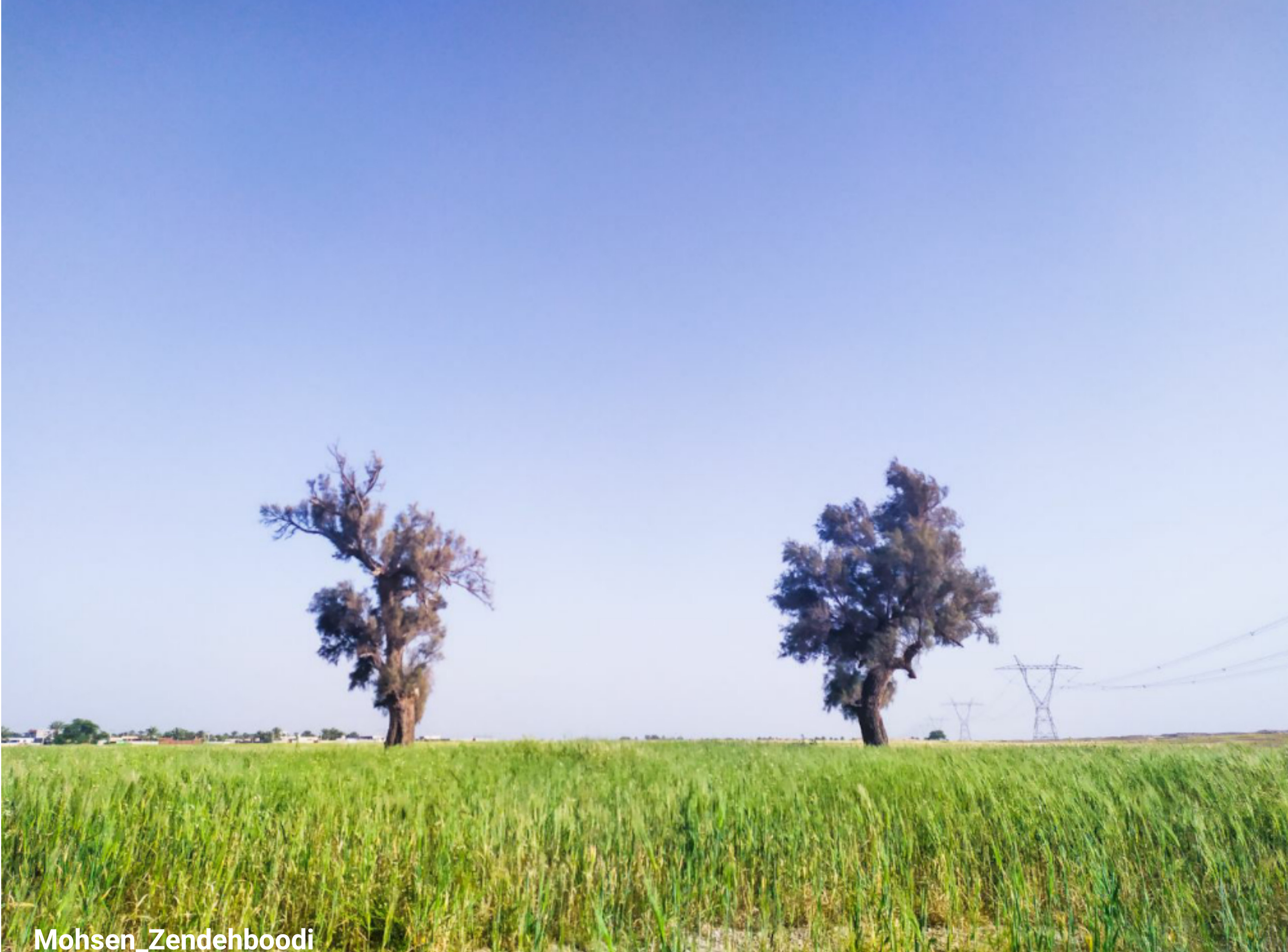

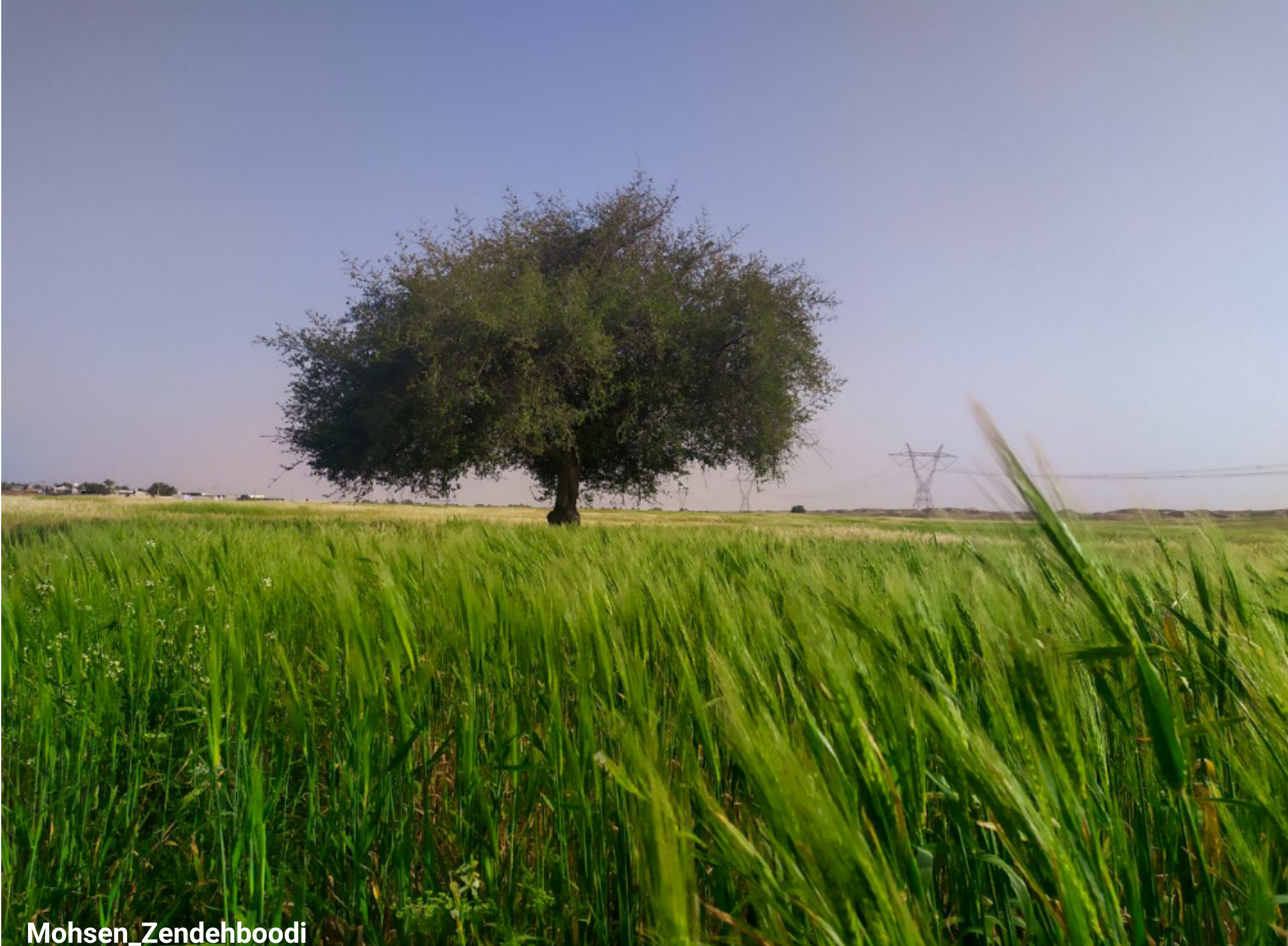

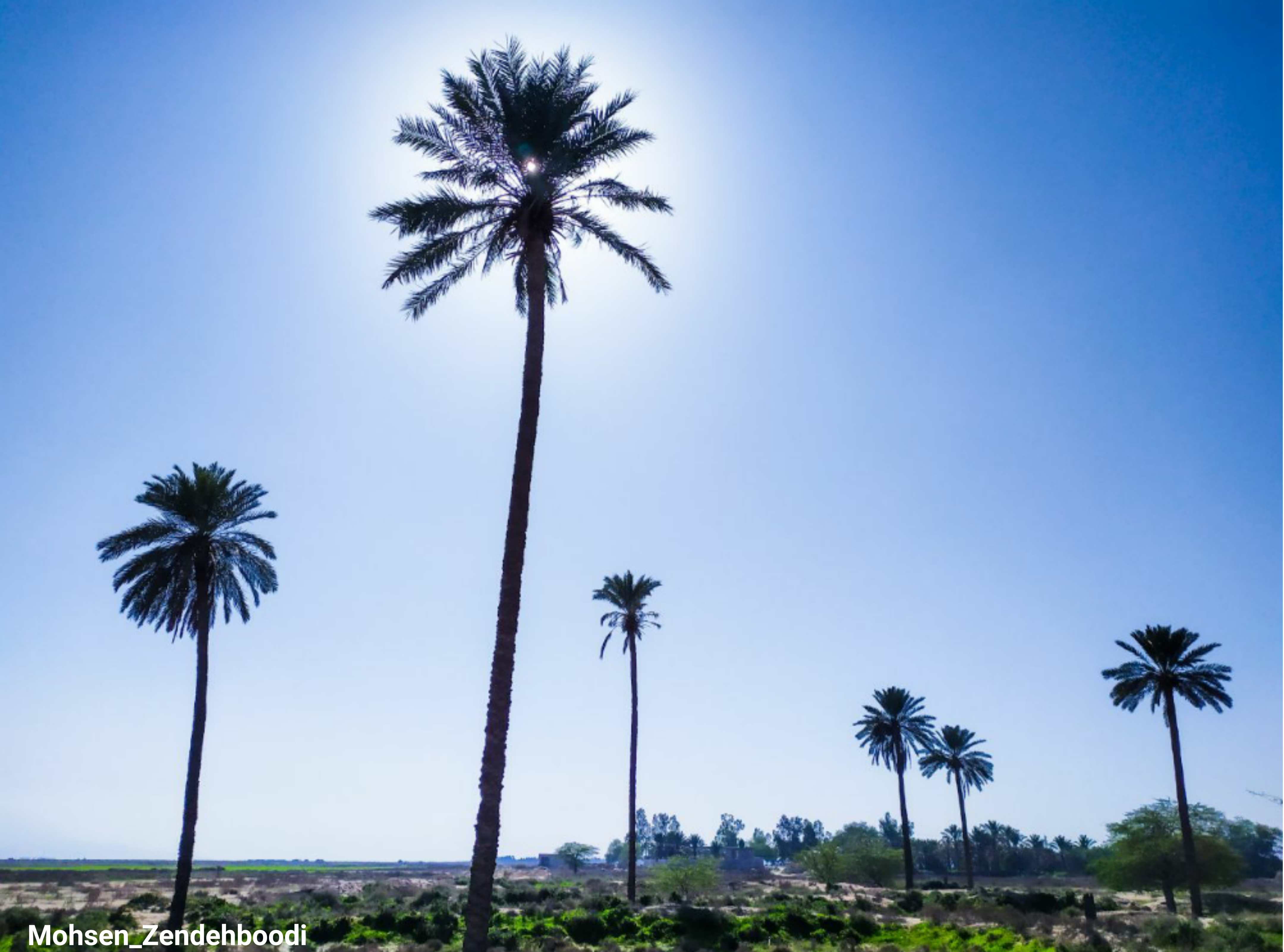

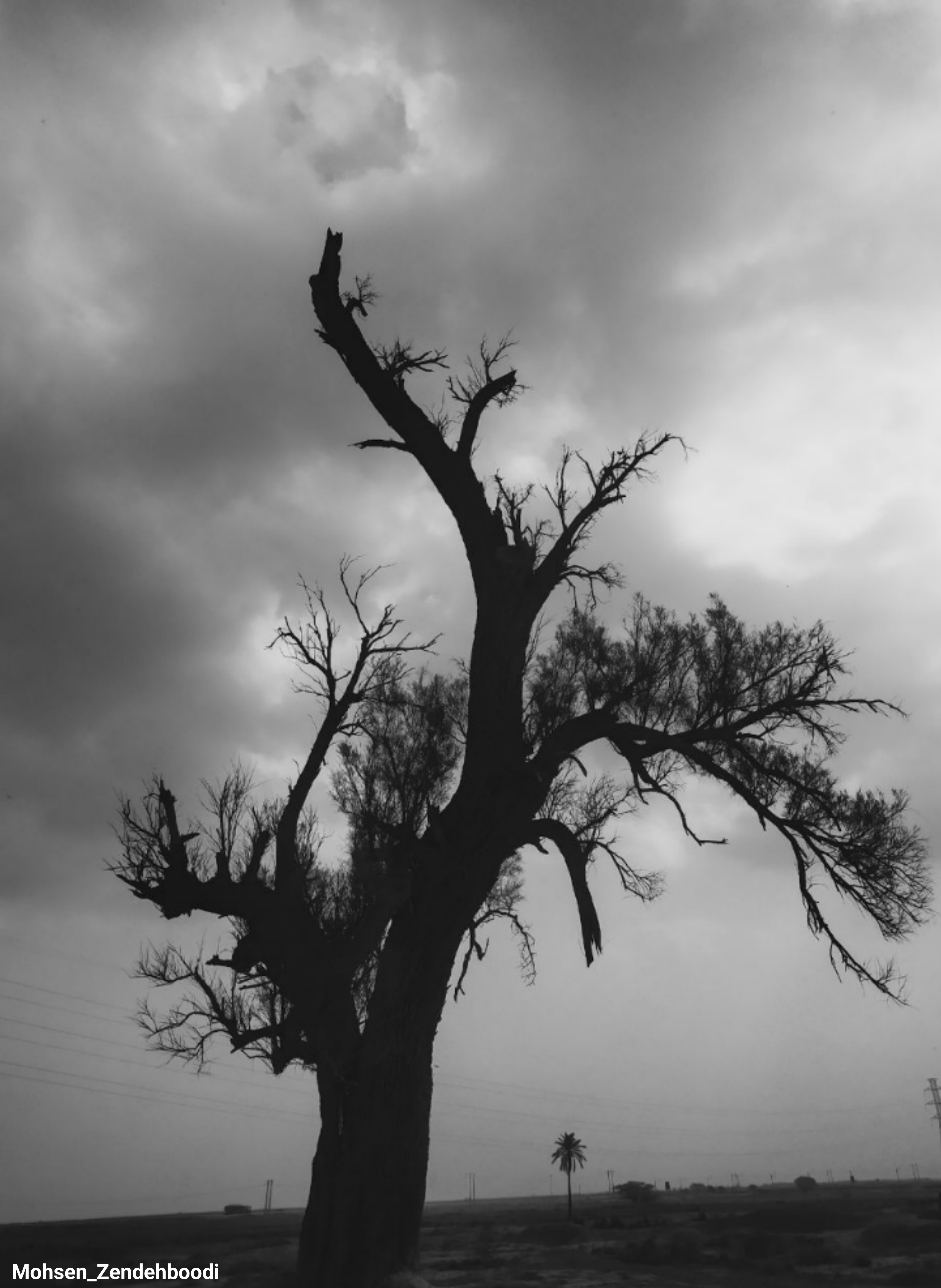

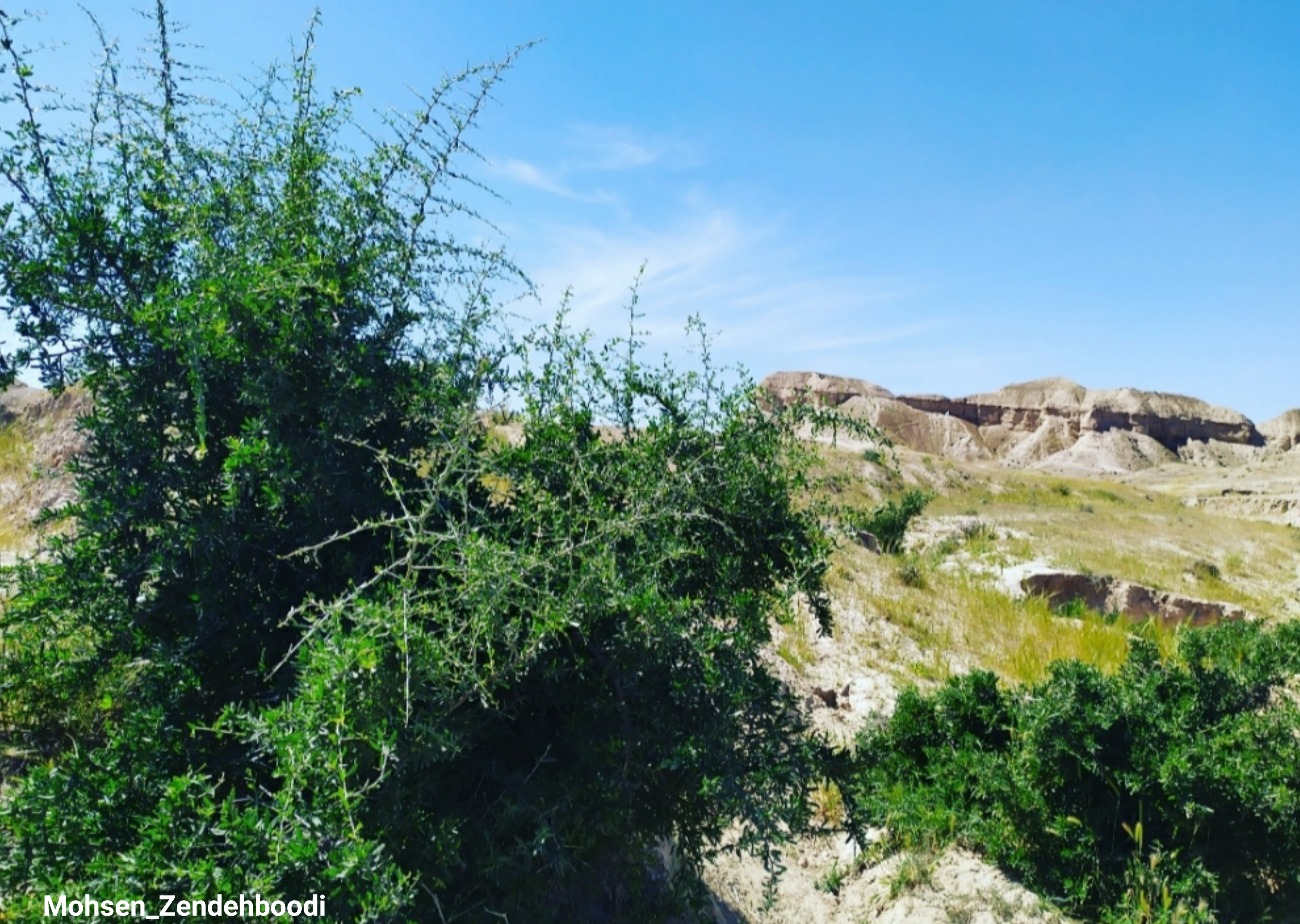

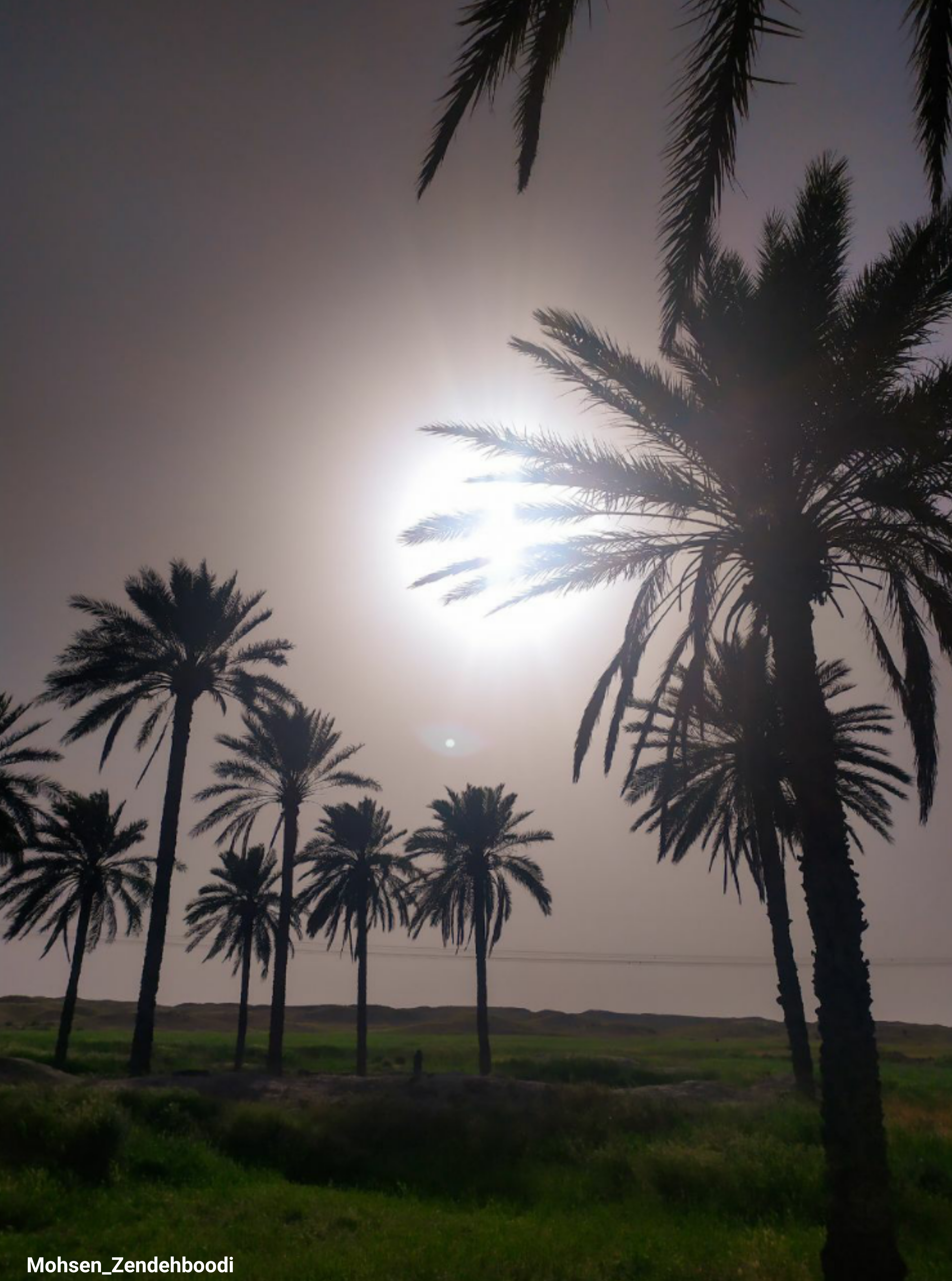

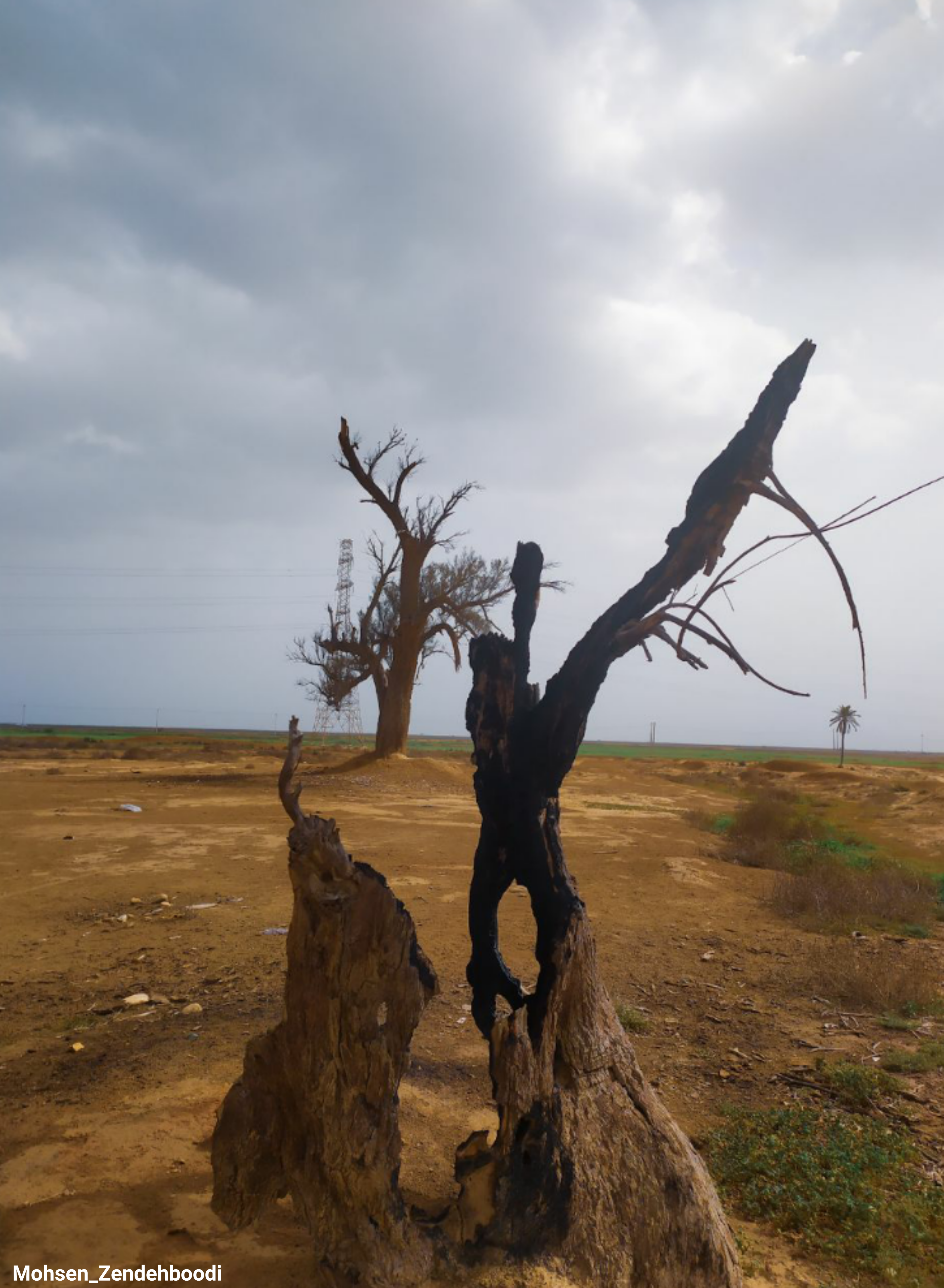

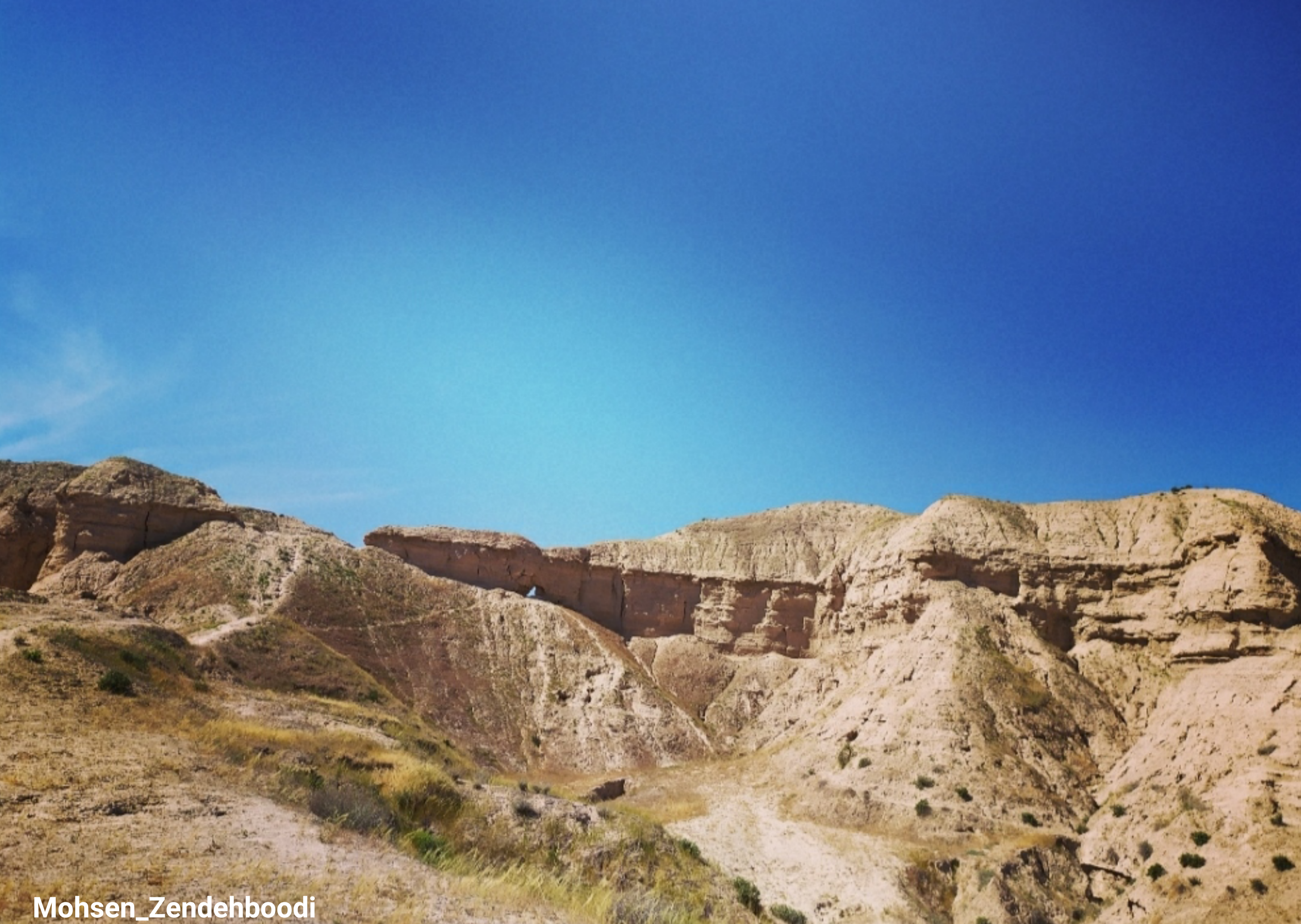

## جمعیت
این روستا در دهستان باغک بخش مرکزی شهرستان تنگستان قرار داشته و بر اساس سرشماری رسمی در سال ۱۳۸۵ جمعیت آن ۱۰۴۶نفر (۲۶۳خانوار) بوده‌ و در سال سال ۱۳۹۵ جمعیت آن ۱۰۲۲ نفر می‌باشد.

## موقعیت جغرافیایی قباکلکی
روستای قباکلکی در ۱۲ کیلومتری مرکز شهرستان تنگستان یعنی شهر اهرم قرار گرفته‌است.
این روستا در غرب بزرگراه سیراف یعنی اتوبان بوشهر به اهرم خورموج واقع گردیده‌است.

## قباکلکی روستای نمونه استان بوشهر
با توجه به نقش بارز و تأثیر گذار روستای قباکلکی در پایداری و دفاع از انقلاب، از جمله تقدیم ۱۲ شهید و تعدادی رزمنده در سال ۱۳۶۵ این روستا از طرف استانداری بوشهر به عنوان روستای نمونه استانی انتخاب گردید و در چند سال بعد به عنوان روستای نمونه در سطح شهرستان تنگستان انتخاب گردید.

## وجه تسمیه قباکلکی
در مورد وجه تسمیه قباکلکی، مطالب گوناگونی گفته شده:
نخست اینکه، قبای مردمان زند که از منطقه فارس به منطقه تنگستان یعنی قباکلکی فعلی مهاجرت کردند با قبای تنگسیری‌ها که تا مچ پا بود فرق داشت و قبای آن‌ها تا زانویشان بود و این تغییر سایز برای مردمان تنگستان یک ایراد بود و مثال کلکی (شلوار کوتاه) بود.
آن‌ها به کسانی که آدرس مردمان زند را می‌خواستند، قبای کل یا کلکی را می‌دادند و بعدها همین نام ماندگار شد.
مردمان زند، محل خود را زندیه یا زندوی نامیده بودند، ولی اصرار بر نام قباکلکی توسط مردمان محلی این نام را ماندگار کرد.
نظریه دوم اینطور بیان شده که چون طایفه زنده بودی‌ها انسان‌های اصیل و رده بالایی بودن از قباهایی استفاده می‌کردن که از جنس کلک بوده و فقط مختص پولداران و اصیل زاده‌ها بوده و به همین دلیل آن‌ها را قباکلکی‌ها می‌نامند.

## مکان‌های مذهبی قباکلکی
بقعه شاهزاده اسماعیل
این امام زاده در شهرستان تنگستان
هفتصد متری جنوب شرقی داودحسینی یکی از محلات روستای قباکلکی قرار گرفته. فاصله آن تا مرکز شهرستان تنگستان، پانزده کیلومتر هست.
کهن سالان منطقه، مدفون در این بقعه را از اولاد امام موسی کاظم علیه السلام می‌دانند و چنین می‌گویند که ایشان در عصر بنی هاشم هنگامی که به همراه کاروانی از این منطقه می‌گذشت فوت کرد، و در این منطقه دفن گردید. مرقد مطهر شاهزاده اسماعیل تا مدت‌ها نامعلوم بود، تا اینکه صد و اندی سال پیش بر اساس خواب یکی از معتمدان روستا آشکار گردید و سپس بر روی مرقد گنبد و بارگاه بنا کردند.
این امام زاده در کنار گلزار شهدای قباکلکی واقع گردیده.
قدمگاه بی بی خش نور
قدمگاه بی بی خش نور در شهرستان تنگستان و در نخلستانی به نام باغ سلمی، در روستای قباکلکی واقع گردیده.
این مکان مقدس علاوه بر اینکه زیارتگاه و محل عبادت مردم روستا هست، به عنوان تفرجگاه برای مردم روستای قباکلکی به حساب می‌آید.
در روزهایی چون سیزده بدر، یا عیدهای نوروز و فطر مورد استفاده قرار گرفته میشه توسط اهالی روستا.
چند سال پیش توسط خیران روستا تخریب و یک مکان جدید ساخته شد.
قدمگاه پیر محمد
این قدمگاه هم مثل سایر بقعه‌های مقدس روستا، مکانی جهت زیارت و عبادت مردم روستا هست. و مردم روستا نذورات و روضه‌های خود را در این مکان برگزار می‌کنند
این مکان هم چند سال پیش توسط خیران روستا تخریب و یک گنبد و بارگاه جدید ساخته شد.

## جاذبه‌های گردشگری قباکلکی
رودخانه فصلی روستا
این رودخانه در ۴کیلومتری و در شرق روستا قرار دارد. از رودخانه اهرم سرچشمه میگیردو طول ان تقریباً ۳کیلومتر بوده و بعد از این مسافت در دشتی پهن می‌شود این رودخانه مامنی برای یادگیری شنا برای جوانان روستا از قدیم بوده‌است. در فصل زمستان جاریست ولی در فصل تابستان تقریباً راکد می‌شود. از نظر منظرهای طبیعی زیباست و می‌تواند در فصل سرما جایی خوب برای گردشگران باشد. (به فاصله دو کیلومتری از بزرگراه چغادک کنگان است).

کوه سیمان
این کوه در 7کیلومتری و در غرب روستا قرار دارد. این کوه مکانی برای یادگیری صخره نوردی برای کودکان روستا از دیرینه بوده‌است.از نظر منظرهای طبیعی زیباست و می‌تواند در فصل گرما جایی خوب برای صخره نوردان باشد.
تپه‌های ماهور روستا
این تپه‌ها در غرب روستا واقع است در زبان محلی به آن مهور می‌گویند. در موهور چند تپه بسیار زیبا وجود دارد که می‌تواند مورد توجه گردشگران و طبیعت دوستان قرار گیرد. در مهور کلوت بسیار زیبا وجود دارد و امروز در سراسر دنیا تورهایی را با عنوان کلوت نوردی میگذرازند. کلوت در کل به کوهای گفته که یک طرف ان شبیه سنگ نقش و نگار بسته هست می‌گویند. از جمله تپه‌های زیبای مهور تل کمر سیلاغ است که ای تل به شکل ال مانند است و در وسط ان سوراخی است که به همین خاطر این اسم روی ا نهاده اندو در ۱کیلومتری روستاست. (سیلاغ به معنی سوراخ است). و دیگر تپه زیبا تل چینگه بوده که به فاصله ۳ کیلومتری از روستا واقع است. چینگ در زبان محلی به نوک پرنده می‌گویند و به خاطر آنکه این تپه که دارای شکل هندسی بسیار زیبایی است شبیه نوک پرندگان است به ان تل چینگه می‌گویند. موهور در فصل پاییز و زمستان می‌تواند مکان خوبی برای ورزش و کوهنوردی و تحقیق باشد.